# Madame Simone
Pour les articles homonymes, voir Benda.
Pauline Benda, dite Simone Le Bargy, Madame Simone ou simplement Simone, est une comédienne et femme de lettres française, née le 3 avril 1877 à Paris 8e et morte le 17 octobre 1985  à Montgeron.

## Biographie
Née en 1877 dans une famille de la bourgeoisie juive, alliée par sa grand-mère paternelle, née Emden, à la famille Reinach mais minée par la mésalliance de son père avec une danseuse, Pauline Benda est la petite-fille de Sigmund Benda et la cousine germaine de l’écrivain Julien Benda.

En 1898, elle épouse à l'église Saint-Philippe-du-Roule le comédien Charles Le Bargy (1858-1936), son professeur de diction au Conservatoire national supérieur d'art dramatique, de presque vingt ans son aîné. Ce premier mariage malheureux avec Le Bargy semble avoir servi de modèle à Jean Cocteau pour son monologue Le Bel Indifférent (1940)[réf. nécessaire].

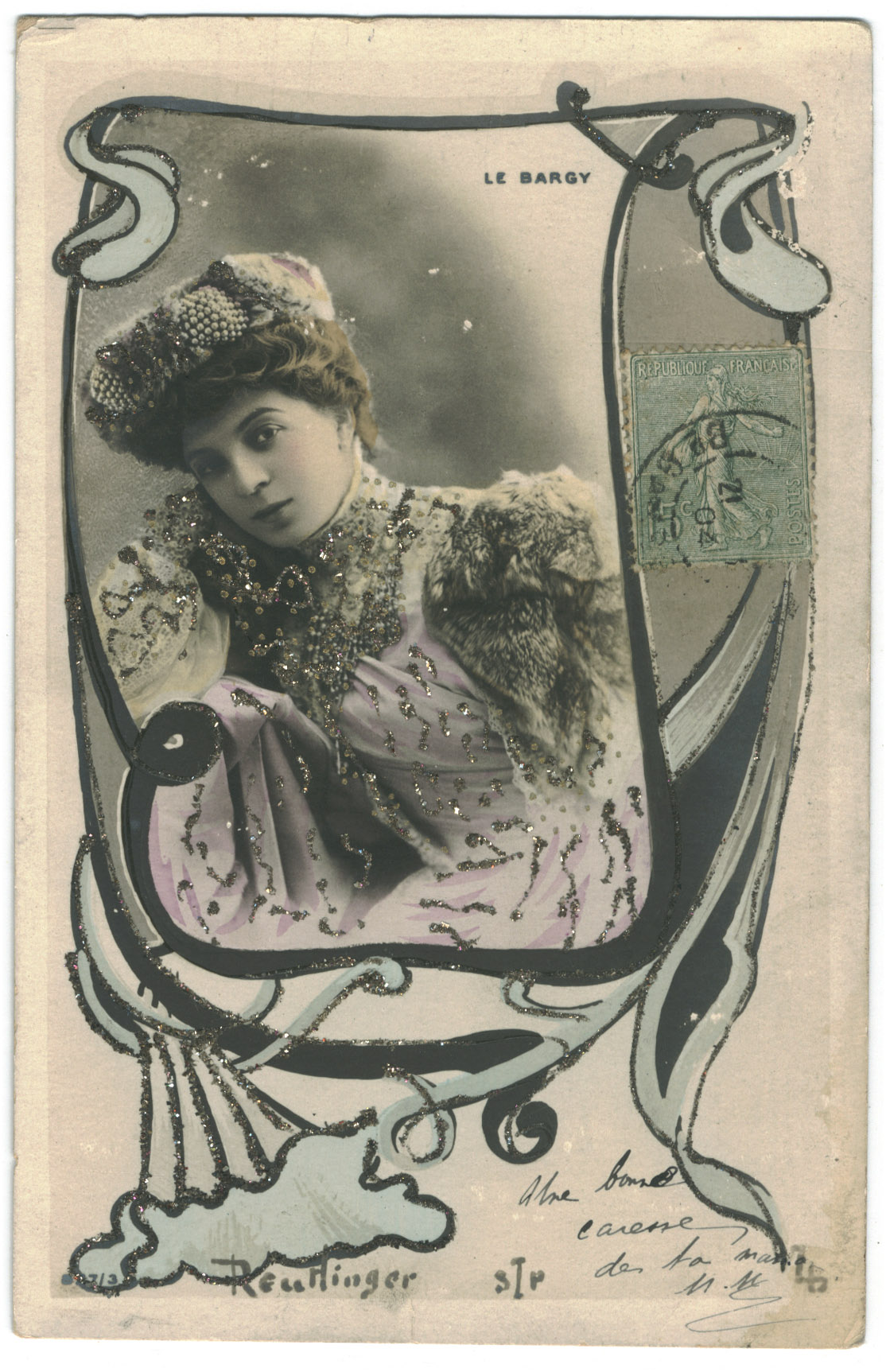
Simone Le Bargy en 1904, cliché Reutlinger.

Elle fait ses débuts au théâtre en 1902 sous le nom de Simone Le Bargy dans une pièce d'Henry Bernstein, dont elle créera plusieurs autres œuvres. Elle succède à Sarah Bernhardt dans le rôle de L'Aiglon d’Edmond Rostand puis participe à la création de Chantecler en 1910 dans le rôle de la Faisane.
Ayant adopté après son divorce le pseudonyme de Madame Simone, elle se remarie en 1909 avec l'écrivain Claude Casimir-Perier (1880-1915), fils de l'ancien président de la République, Jean Casimir-Perier. Amie de nombreuses célébrités de son temps, elle reçoit à partir de cette époque les grandes personnalités littéraires de l'époque comme  Charles Péguy ou encore Jean Cocteau au château de Trie-la-Ville.

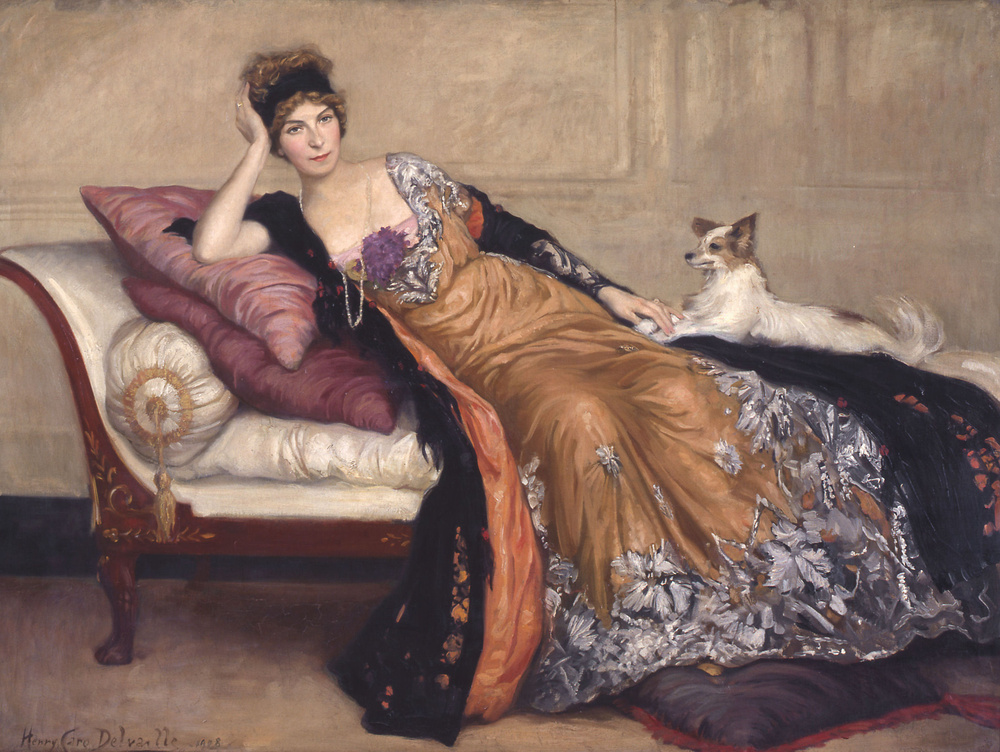
Portrait de Madame Simone, peint par Henry Caro-Delvaille en 1908.

Le fait le plus marquant de sa vie personnelle reste sa liaison brève et passionnée entamée le 29 mai 1913 avec Alain-Fournier, qu’elle avait rencontré alors qu’il était secrétaire de son second mari. Alain-Fournier meurt à la tête de sa compagnie le 22 septembre 1914, lors d'une reconnaissance dans les lignes allemandes, tandis que son mari  Claude Casimir-Perier périt le 12 janvier 1915 sur le front de l'Aisne.
Veuve, elle épouse en 1923 l’auteur François Porché (1877-1944).
C’est en femme de lettres qu’elle continue sa très longue existence : membre du jury du prix Femina de 1935 à 1985, salon littéraire, amitiés et influences parisiennes, écriture de romans, mémoires (Grand prix de littérature de l’Académie en 1960). 
Jean Cocteau écrit dans son Journal, le 2 décembre 1960 : « On demeure confondu par l'indifférence avec laquelle Simone accepte l'oubli total où est tombée sa vie d'actrice célèbre. C'était une femme de lettres, un bas-bleu qui s'était trompé de route. Et jamais ses livres ne remportent le succès qu'elle remportait sur les planches. » . Elle meurt en 1985.

## Théâtre
- 1902 : Le Détour d'Henri Bernstein, théâtre du Gymnase
- 1903 : Le Retour de Jérusalem de Maurice Donnay, théâtre du Gymnase
- 1905 : La Rafale d'Henri Bernstein, théâtre du Gymnase
- 1906 : Le Voleur d'Henri Bernstein, théâtre de la Renaissance
- 1907 : Samson d'Henri Bernstein, théâtre de la Renaissance
- 1910 : Chantecler d'Edmond Rostand, Théâtre de la Porte-Saint-Martin[4].
- 1911 : Le Vieil Homme de Georges de Porto-Riche, théâtre de la Renaissance
- 1913 : Le Secret d'Henri Bernstein, théâtre des Bouffes-Parisiens
- 1916 : L'Amazone de Henry Bataille, théâtre de la Porte-Saint-Martin
- 1919 : La Jeune Fille aux joues roses de François Porché, théâtre Sarah-Bernhardt
- 1921 : Le Passé de Georges de Porto-Riche, Comédie-Française
- 1922 : Judith d'Henri Bernstein, théâtre du Gymnase
- 1923 : La Gardienne de Pierre Frondaie, théâtre de la Porte-Saint-Martin
- 1925 : La Vierge au grand cœur de François Porché, mise en scène Simone Le Bargy, théâtre de la Renaissance
- 1934 : Un roi, deux dames et un valet de François Porché, Comédie des Champs-Élysées

## Publications
- Le Désordre (roman), Paris, Plon, 1930.
- Jours de colère (roman), Paris, Plon, 1935.
- Le Paradis terrestre (roman), Paris, Gallimard, 1939.
- Québéfi (roman), Genève, éd. du Milieu du monde, 1943.
- Emily Brontë (théâtre), Paris, Nagel, 1945.
- Le Bal des ardents (roman), Paris, Plon, 1951.
- L'Autre roman (souvenirs), Paris, Plon, 1954.
- Sous de nouveaux soleils (souvenirs), Paris, Gallimard, 1957.
- Ce qui restait à dire (souvenirs), Paris, Gallimard, 1967.
- Mon nouveau testament (souvenirs), Paris, Gallimard, 1970.
- Correspondance 1912-1914, avec Alain-Fournier, édité par Claude Sicard, Paris, Fayard, 1992.

## Citations
« J’eusse refusé de naître à un monde où le mot « toujours », le seul qui satisfasse les cœurs exigeants, est menteur pour tout ce qui respire. »[réf. nécessaire]